# Quina (loteria)
A Quina é uma modalidade de loteria criada em 1994 e realizada pela Caixa Econômica Federal. O primeiro concurso foi realizado em 13 de março de 1994. O princípio básico da Quina é acertar os 5 números sorteados, de entre os 80 presentes no volante, de 01 a 80. A aposta pode ser feita com 5, 6 ou até 15 números, e o prêmio máximo é ganho caso se acerte os 5 números. Também há prêmios em dinheiro, ainda que menores, para os acertadores da quadra (4 números), do terno (3 números) e também do duque (2 números).
Caso não haja ganhador para a Quina, o prêmio em dinheiro acumula para a primeira faixa de prêmio do sorteio seguinte, aumentando a bolada a cada vez que não haja acertadores dos 5 números.

## Probabilidade de acerto
Fazendo a aposta mínima, a probabilidade de acerto é:
- 5 números: 1 chance em 24.040.016
- 4 números: 1 chance em 64.106
- 3 números: 1 chance em 866
- 2 números: 1 chance em 36

## Sorteio
Os sorteios realizam-se sempre às 20h, de segunda a sábado, exceto em feriados nacionais. O princípio do jogo é simples: são sorteados cinco números diferentes, compreendidos entre 01 e 80 (inclusive). Os sorteios são realizados em um único globo (uma gaiola esférica girando). São sorteadas 5 (cinco) bolas de dentro da gaiola que contém a totalidade de 80 dezenas. Quando as cinco dezenas originais são extraídas o sorteio está concluído.
Ao imposto de renda correspondem 13,8% de todas as apostas. Os vencedores têm 90 dias para retirar seus prêmios, apresentando o bilhete correspondente em casas lotéricas (se o prêmio for de até R$ 1.710,78) ou agências da Caixa Econômica Federal (para prêmios superiores a R$ 1.710,78). Se o período de 90 dias expirar, o dinheiro do prêmio será transferido ao Tesouro Nacional e investido em programas educacionais.
Para dar mais transparência nos sorteios, desde 2019 a Caixa adotou o Youtube para transmissão ao vivo dos sorteios das Loterias. Os sorteios acontecem no Espaço da Sorte, localizado na Avenida Paulista, na cidade de São Paulo.

## Quina de São João
O sorteio especial da Quina é a Quina de São João, que ocorre cada ano no mês de junho, durante as comemorações das festas juninas. Este sorteio especial é bastante famoso pelos enormes prêmios que são sorteados e pelo fato de que o valor destinado ao primeiro prêmio (Quina) não acumula caso não haja acertadores, mas sim é destinado à modalidade seguinte de prêmio, a Quadra.

## Maiores prêmios
O maior prêmio pago pela loteria Quina foi de R$ 143.106.231,12, entregue no dia 24 de junho de 2016, concurso 4.114 (sorteio especial de São João).O prêmio foi repartido entre 8 ganhadores, dos estados do Rio de Janeiro (1), Mato Grosso do Sul (1) e São Paulo (6).
Já nos concursos nominais (excluindo-se a Quina de São João), desde a criação do Plano Real o maior prêmio foi de 15.678.501,07, sorteados no dia 15 de dezembro de 2015, pelo concurso 3960. Apenas um ganhador do Amapá recebeu o prêmio de forma integral. Bateu-se o recorde do concurso 3923 (31 de outubro de 2015) em que foi premiado o valor de R$ 15.645.024,70.